# Condado de Orange (Nueva York)
El condado de Orange está situado en el estado de Nueva York (Estados Unidos), al norte del área metropolitana de Nueva York, de hecho, el municipio de Deerpark, en los límites de este condado, pertenece a dicha zona urbana. El condado está en pleno valle del río Hudson, formando una gran depresión en la falda de los montes Apalaches. La cima más alta es el monte Schunemunk con 507 metros de altitud. La sede de condado es Goshen.

## Historia
Su nombre hace honor a Guillermo de Orange, que fue benefactor de los primeros colonos de la región. El condado neoyorquino de Orange fue uno de los primeros en incorporarse a la colonia de Nueva York en el año 1683, inicialmente incluía también el territorio del Orange, que se separó en el año 1798. Entre los lugares más emblemáticos del condado de Orange está la academia militar de oficiales de West Point.

## Geografía
Según la Oficina del Censo, el condado tiene un área total de 2,173 km², de la cual 2,113 km² es tierra y 57 km² (2.72%) es agua.

### Condados adyacentes
- Condado de Ulster (norte)
- Condado de Dutchess (noreste)
- Condado de Putnam (este)
- Condado de Rockland (sureste)
- Condado de Passaic (Nueva Jersey) (sur)
- Condado de Sussex (Nueva Jersey) (sur)
- Condado de Pike (Pensilvania) (suroeste)
- Condado de Sullivan (noroeste)

## Demografía
Según el censo del año 2000 la población del condado era de 341 367 habitantes; su capital radica en Goshen aunque las ciudad más poblada es Newburgh, con más de 28 000 habitantes y su propio aeropuerto. El grupo étnico predominante es el de raza blanca (83%), seguido de los hispanos (10%) y de los afroamericanos (8%).
Según la Oficina del Censo en 2000 los ingresos medios por hogar en la localidad eran de $52,058, y los ingresos medios por familia eran $60,355. Los hombres tenían unos ingresos medios de $42,363 frente a los $30,821 para las mujeres. La renta per cápita para la localidad era de $21,597. Alrededor del 10.50% de la población estaban por debajo del umbral de pobreza.
A pesar de sus raíces rurales, el condado de Orange se considera una las regiones de mayor crecimiento suburbano de Nueva York.

## Localidades

### Ciudades
Middletown |
Newburgh |
Port Jervis 

### Pueblos
Blooming Grove |
Chester |
Cornwall |
Crawford |
Deerpark |
Goshen |
Greenville |
Hamptonburgh |
Highlands |
Minisink |
Monroe |
Montgomery |
Mount Hope |
New Windsor |
Newburgh |
Tuxedo |
Wallkill |
Warwick |
Wawayanda |
Woodbury 

### Villas
Chester |
Cornwall-on-Hudson |
Florida |
Goshen |
Greenwood Lake |
Harriman |
Highland Falls |
Kiryas Joel |
Maybrook |
Monroe |
Montgomery |
Otisville |
South Blooming Grove |
Tuxedo Park |
Unionville |
Walden |
Warwick |
Washingtonville |
Woodbury 

### Lugares designados por el censo
Balmville |
Beaverdam Lake-Salisbury Mills |
Beaver Dam Lake |
Firthcliffe |
Fort Montgomery |
Gardnertown |
Highland Mills |
Mechanicstown |
New Windsor |
Orange Lake |
Pine Bush |
Salisbury Mills |
Scotchtown |
Vails Gate |
Walton Park |
Washington Heights |
West Point 